# Tracy (Vorname)
Tracy, auch Tracey, ist ein englischer weiblicher und männlicher Vorname.

## Herkunft und Bedeutung
Der Vorname ist normannischen Ursprungs, zuerst als Ortsname benutzt: Tracy, heute Tracy-sur-Mer im Département Calvados, lateinisch Thraciacum‚ der „Besitz von Thracius“; hierfür auch Tracie oder Tercia.

## Varianten
- Tracy
- Tracey
- Traci
- Tracie

## Bekannte Namensträger

### Tracy
- Tracy Adams, US-amerikanischer Filmeditor
- Tracy Ashton, US-amerikanische Schauspielerin
- Tracy Austin (* 1962), US-amerikanische Tennisspielerin
- Tracy Barnes-Coliander (* 1982), US-amerikanische Biathletin
- Tracy Byrd (* 1966), US-amerikanischer Country-Sänger
- Tracy Caulkins (* 1963), US-amerikanische Schwimmerin
- Tracy Chapman (* 1964), US-amerikanische Sängerin und Songschreiberin
- Tracy Dineen (* 1970), englische Badmintonspielerin
- Tracy Caldwell Dyson (* 1969), US-amerikanische Astronautin
- Tracy Grijalva (* 1959), US-amerikanischer Heavy-Metal-Gitarrist
- Tracy Hall (1919–2008), US-amerikanischer Chemiker
- Tracy Hickman (* 1955), US-amerikanischer Fantasy-Autor
- Tracy Kivell (* 1974), kanadische Paläoanthropologin
- Tracy Krohn (* 1954), US-amerikanischer Autorennfahrer und Unternehmer
- Tracy Lawrence (* 1968), US-amerikanischer Country-Sänger
- Tracy Marrow (* 1958), bekannt als Ice-T, US-amerikanischer Musiker und Schauspieler
- Tracy McGrady (* 1979), US-amerikanischer Basketballspieler
- Tracy Nelson (* 1963), US-amerikanische Schauspielerin
- Tracy Nelson (Musikerin) (* 1947), US-amerikanische Sängerin
- Tracy Jo Pollan (* 1960), US-amerikanische Schauspielerin
- Tracy Reiner (* 1964), US-amerikanische Schauspielerin
- Tracy Sabol, US-amerikanische Moderatorin
- Tracy Sachtjen (* 1969), US-amerikanische Curlerin
- Tracy Scoggins (* 1953), US-amerikanische Schauspielerin, Filmproduzentin und Fotomodell
- Tracy Jon Worthington (* 1969), bekannt als Trace Worthington, US-amerikanischer Freestyle-Skier

### Tracey
- Tracey Adams (* 1959), US-amerikanische Pornodarstellerin
- Tracey Andersson (* 1984), schwedische Hammerwerferin
- Tracey Crisp (* 1944), britische Schauspielerin
- Tracey Dey, US-amerikanische Popmusik-Sängerin
- Tracey Emin (* 1963), britische Künstlerin
- Tracey Gaudry (* 1969), australische Radrennfahrerin und -funktionärin
- Tracey Gold (* 1969), US-amerikanische Schauspielerin
- Tracey Cherelle Jones (* 1970), US-amerikanische Schauspielerin
- Tracey Hallam (* 1975), britische Badmintonspielerin
- Tracey Small (* 1965), australische Badmintonspielerin
- Tracey Ullman (* 1959), britische Schauspielerin und Sängerin
- Tracey Walter (* 1947), US-amerikanischer Schauspieler

### Traci
- Traci Bingham (* 1968), US-amerikanische Schauspielerin
- Traci Harding (* 1964), US-amerikanische Autorin
- Traci Lords (* 1968), US-amerikanische Schauspielerin
- Traci Wolfe (* 1960), US-amerikanische Schauspielerin

### Tracie
- Tracie Spencer (* 1976), US-amerikanische Sängerin und Schauspielerin
- Tracie Thoms (* 1975), US-amerikanische Schauspielerin

## Sonstiges
- Zyklon Tracy, ein tropischer Wirbelsturm, der die australische Stadt Darwin an Weihnachten 1974 verwüstete